# ノートルダム楽派
ノートルダム楽派（ノートルダムがくは）とは、1200年前後にパリのノートルダム大聖堂で活動した作曲家たちを指す。個人名が残されている作曲家はレオニヌスと ペロティヌスのみである。
祈りの詩句を単旋律で歌い上げてゆくグレゴリオ聖歌の伝統を大事にしながら、当時としては先進的なオルガヌムとよばれる初期のポリフォニー音楽を生み出し発展させた。